# Militair hospitaal
Een militair hospitaal is een medisch centrum dat specifiek is opgericht voor de behandeling van militair personeel, zowel in vredestijd als tijdens gewapende conflicten. Deze ziekenhuizen kunnen permanent gevestigd zijn in legerbases of steden, of tijdelijk worden opgezet in de buurt van gevechtszones. Naast de zorg voor gewonde of zieke soldaten, bieden militaire hospitalen ook medische ondersteuning aan militaire families, veteranen en soms ook aan burgers, afhankelijk van de omstandigheden.

## Types
Er bestaan verschillende vormen van militaire hospitalen:
- Permanent militair hospitaal: Deze zijn gevestigd in legerplaatsen of grote militaire bases en beschikken over een breed scala aan medische specialismen.
- Veldhospitaal: Tijdelijke en vaak mobiele ziekenhuisfaciliteit die wordt opgezet in de nabijheid van gevechtsgebieden. Ze zijn ingericht voor snelle behandeling en evacuatie van gewonden.
- Hospitaalschip: Schip dat volledig is ingericht als ziekenhuis en wordt ingezet bij militaire operaties of humanitaire missies.
- Gecombineerd hospitaal: Soms worden militaire hospitalen gedeeld met civiele instanties, bijvoorbeeld in tijden van rampen of epidemieën.

## Voorbeelden
- Engeland: Het Koninklijk Hospitaal van Chelsea waar veteranen worden verzorgd en mogen wonen.
- Nederland: De Koninklijke Landmacht beschikt over het Centraal Militair Hospitaal (CMH) in Utrecht, dat gespecialiseerd is in de behandeling van militairen en werkt in samenwerking met civiele ziekenhuizen.
- Suriname: Het Militair Hospitaal Dr. F.A.C. Dumontier in Paramaribo. In het voormalige militaire hospitaal is 's Lands Hospitaal gevestigd.
- Verenigde Staten: Bekende instellingen zijn Walter Reed National Military Medical Center en Brooke Army Medical Center.

- Biblioteca Nacional de España: XX527247
- Bibliothèque nationale de France: cb11971296z (data)
- Library of Congress Control Number: sh85062387
- National Archives and Records Administration: 10646842
- Nationale Bibliotheek van Tsjechië: ph170457
- Nationale Bibliotheek van Israël: 987007529094905171